# Người Do Thái ở Hồng Kông
Người Do Thái là một trong những người định cư đầu tiên tới Hồng Kông sau khi nơi đây trở thành thuộc địa của Anh vào năm 1841. Những người Do Thái đầu tiên tới Hồng Kông đến từ nhiều vùng khác nhau của Đế quốc Anh với tư cách là thương nhân và quan chức thuộc địa. Đặc biệt nổi bật trong làn sóng đầu tiên là những người Do Thái Bagdad, cụ thể các thành viên gia tộc Sassoon và Kadoorie. Việc xây dựng Hội đường Do Thái giáo Ohel Leah vào năm 1901 đánh dấu sự khởi đầu của một đời sống tôn giáo hoàn chỉnh cho những người Do Thái địa phương.
Cộng đồng người Do Thái ở Hồng Kông có thể tự do thực hành hầu hết các truyền thống văn hóa và tôn giáo, bao gồm tổ chức Ngày Sabát và kỷ niệm các ngày lễ Do Thái chính. Thành phố hiện có bốn hội đường Do Thái đang hoạt động, ba trường học và một nghĩa trang Do Thái.
Người Do Thái chưa bao giờ hình thành một cộng đồng lớn ở Hồng Kông. Trước Chiến tranh thế giới thứ hai, chỉ khoảng vài trăm người ở nơi đây. Tuy nhiên, nhiều người Do Thái có ảnh hưởng đã để lại dấu ấn đậm nét đối với thành phố. Trong số đó, Matthew Nathan, thống đốc Do Thái đầu tiên và duy nhất của Hồng Kông, là người đã thành lập tuyến đường sắt Quảng Châu-Cửu Long; các thành viên gia tộc Kadoorie đã thành lập Công ty CLP (China Light and Power, tạm dịch: Công ty Năng lượng và Ánh sáng Trung Quốc) và Tổng công ty Hongkong and Shanghai Hotels; và các thành viên gia tộc Sassoon đã tài trợ cho nghĩa trang Do Thái và hội đường Ohel Leah.
Phần lớn cộng đồng Do Thái ở Hồng Kông là những người tạm trú, là người nước ngoài đến từ các quốc gia có cộng đồng Do Thái lớn hơn nhiều như Israel, Hoa Kỳ, Pháp. Tính đến  năm 2019, có khoảng 5.000 cư dân Do Thái ở Hồng Kông, thuộc các giáo phái Do Thái giáo khác nhau.

## Lịch sử

### Thế kỉ 19

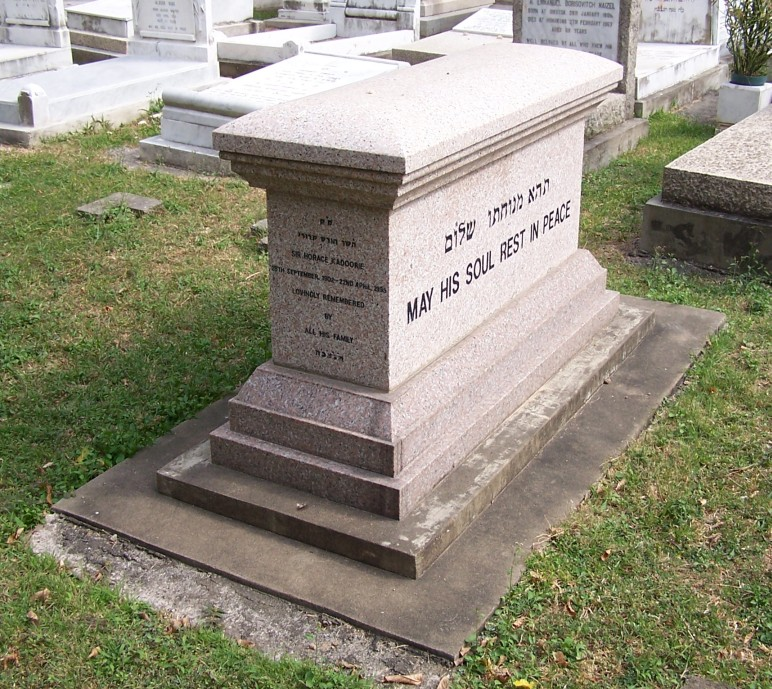
Mộ của Horace Kadoorie tại một nghĩa trang Do Thái ở khu dân cư Bào Mã Địa, Hồng Kông

Người Do Thái là một trong những người định cư đầu tiên tới Hồng Kông sau khi nơi đây trở thành thuộc địa của Anh vào năm 1841. Người định cư Do Thái đầu tiên là thương gia người Sephardi Elias David Sassoon (1820–1880), con trai của doanh nhân Mumbai quyền lực David Sassoon (1792–1864), người đã mở một văn phòng ở Quảng Châu vào năm 1844. Điều này cho thấy sự quan tâm của David Sassoon & Co. đối với thị trường Trung Quốc. Một cộng đồng Do Thái thường trú được hình thành ở Hồng Kông vào những năm 1850. Đời sống xã hội của cộng đồng xoay quanh các gia tộc Sephardi giàu có như Sassoon và Kadoorie, một gia đình Do Thái Bagdad khác có nhiều lợi ích bên ngoài Hồng Kông. Những gia tộc này chủ yếu sử dụng nhân viên Do Thái trong các công ty thương mại của mình, khuyến khích một làn sóng người Do Thái mới từ Bagdad và Mumbai đến Hồng Kông.
Năm 1855, một nghĩa trang Do Thái được thành lập ở khu vực Bào Mã Địa. Hội đường Do Thái đầu tiên được mở vào năm 1870 tại một nhà tập thể trên Đường Hollywood, nhưng nhanh chóng bị thay thế bởi một hội dường mới vào năm 1881. Vào những năm 1880, một làn sóng người Do Thái Ashkenazi từ Đông Âu (chủ yếu từ Đế quốc Nga) và Balkan đến định cư ở Hồng Kông. Những người Sephardi giàu có tránh xa, tạo khoảng cách, không muốn dính líu tới những người Ashkenazi chủ yếu là nghèo khổ. Hai cộng đồng thậm chí còn không cầu nguyện cùng nhau và chôn cất người chết ở các khu vực khác nhau. Người Ashkenazi buộc phải định cư trong các nhà trọ và khu dân cư nghèo, làm việc trong các quán bar và câu lạc bộ không minh bạch, một số người phụ nữ còn làm nghề mại dâm.
Vào nửa cuối thế kỷ 19, Elias David Sassoon là nhân vật có ảnh hưởng lớn nhất trong cộng đồng Do Thái ở Hồng Kông. Ông đứng đầu chi nhánh David Sassoon & Co. ở Trung Quốc và Nhật Bản, kiểm soát các chuyến hàng thuốc phiện Ấn Độ, cũng như việc vận chuyển hàng hóa của công ty giữa Mumbai, Kolkata, Hồng Kông, Quảng Châu, Thượng Hải, Nagasaki và Yokohama. Sassoon đã ủng hộ tiền thành lập một hội đường Do Thái và Sailors' House, một trong những tổ chức từ thiện đầu tiên, ở Hồng Kông. Năm 1865, gia tộc Sassoon hỗ trợ thành lập Hongkong and Shanghai Banking Corporation (HSBC), và vào đầu những năm 1870, David Sassoon & Co. đứng đầu trong việc cung cấp thuốc phiện từ Hồng Kông sang Trung Quốc, vượt qua đối thủ cạnh tranh chính là Jardine Matheson & Co. Vào tháng 10 năm 1879, kho than của công ty ở cảng Hồng Kông bị cháy và vào tháng 3 năm 1880, Elias Sassoon qua đời ở Colombo.
Một thành viên nổi bật khác của gia tộc Sassoon là Frederick David Sassoon (1853–1917). Ban đầu, ông chỉ hỗ trợ anh trai của mình là Elias Sassoon. Sau khi Elias Sassoon qua đời, ông đứng đầu công việc kinh doanh của gia đình ở Hồng Kông và giám sát tất cả hoạt động ở vùng Viễn Đông. Ngoài ra, trong các năm 1878–1879 và 1885–1886, ông là chủ tịch hội đồng quản trị của HSBC. Từ năm 1884 đến năm 1887, ông là thành viên của Hội đồng Lập pháp Hồng Kông với tư cách một thẩm phán cấp thấp (justice of the peace, JP). Sau khi chuyển đến Anh, ông là chủ tịch của David Sassoon & Co. ở London và giám đốc của Ngân hàng Hoàng gia Ba Tư. Ngoài Frederick, anh trai ông là Arthur (Abraham) David Sassoon (1840–1912) cũng nằm trong ban giám đốc của HSBC.
Một thành viên nổi bật khác của cộng đồng Do Thái Hồng Kông là Charles Henry Bosman (1839–1892). Ông là một người Do Thái Hà Lan, người đứng đầu Bosman and Co., đồng sở hữu khách sạn sang trọng đầu tiên của thành phố, và là giám đốc của Hong Kong and Whampoa Dock, thành lập vào năm 1863 bởi doanh nhân người Scotland Thomas Sutherland. Đến năm 1869, Charles Bosman là lãnh sự Hà Lan ở Hồng Kông và điều hành một công ty bảo hiểm hàng hải. Tập đoàn lớn nhất Hồng Kông, Jardine Matheson & Co. là khách hàng của công ty này. Charles Bosman sau này chuyển đến Anh và có quốc tịch vào năm 1888. Ông mất ở London vào năm 1892. Vào cuối thế kỷ 19, con trai của Charles Bosman, Robert Hotung Bosman, là một trong những người giàu nhất Hồng Kông. Với tầm ảnh hưởng và sự giàu có của mình, ông có thể cạnh tranh với các chủ hãng buôn lớn của Anh ở Hồng Kông.
Cùng với gia tộc Sassoon và Bosman, Emanuel Raphael Belilios (1837–1905) cũng là một người Do Thái nổi bật ở Hồng Kông. Thành công nhờ buôn bán thuốc phiện, Belilios đứng đầu Hongkong Hotel Company, đồng thời là chủ tịch hội đồng quản trị của HSBC và là thành viên của Hội đồng Lập pháp Hồng Kông.

### Nửa đầu thế kỷ 20

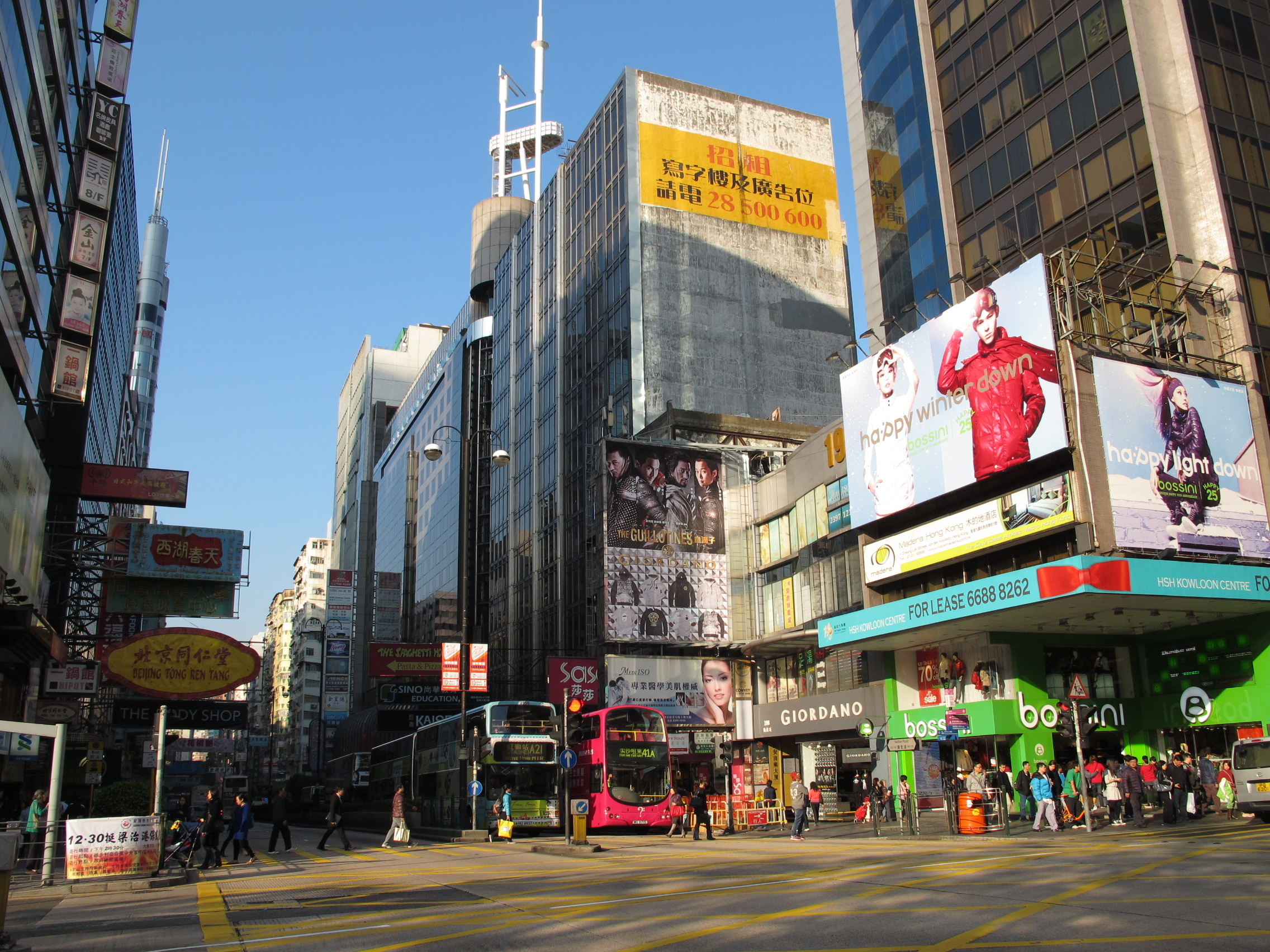
Đường Nathan, đặt theo tên của Thống đốc Hồng Kông Matthew Nathan là người Do Thái.

Vào đầu thế kỷ 20, theo số liệu chính thức, 165 người Do Thái sống ở Hồng Kông, chủ yếu là người Sephardi từ Bagdad. Năm 1901, Jacob Sassoon (1843–1916) ủng hộ tiền xây Hội đường Do Thái giáo Ohel Leah, và vào năm 1905, anh em nhà Kadoorie đã xây dựng Jewish Recreation Club (Câu lạc bộ Do Thái) bên cạnh, một trung tâm cho đời sống xã hội của cộng đồng. Giai đoạn 1904-1907 khi Matthew Nathan, một người Do Thái, làm Thống đốc Hồng Kông được coi là thời kỳ hoàng kim của cộng đồng. Trong thời kỳ này, nghĩa trang người Do Thái được mở rộng và tuyến đường sắt giữa Cửu Long và Quảng Châu bắt đầu được xây dựng. Tuyến phố chính của Cửu Long được đặt tên là Đường Nathan để vinh danh ông. Năm 1911, số người Do Thái ở Hong Kong là 230. Từ đầu những năm 1920 đến giữa những năm 1930, có một làn sóng các doanh nhân Do Thái đến thành phố Thượng Hải, một nơi đang phát triển nhanh chóng. Vì vậy, số lượng người Do Thái ở Hồng Kông giảm xuống dưới 100 người. Người Sephardi vẫn như trước đây chiếm thế thượng phong. Tuy nhiên, cán cân bắt đầu thay đổi về phía người Ashkenazi khi nhiều người tị nạn từ Đông Âu di cư đến Hồng Kông.
Trong nửa đầu thế kỷ 20, hai anh em Jacob Elias Sassoon và Edward Elias Sassoon (1853–1924), cùng với người họ hàng Edward Shellim (1869–1928), là những nhân vật có ảnh hưởng nhất trong cộng đồng Do Thái ở Hồng Kông. Shellim, cháu của Elias David Sassoon, bắt đầu làm quản lý tại chi nhánh Hồng Kông của David Sassoon & Co., và sau đó trở thành chủ tịch của HSBC từ năm 1912 đến năm 1913. Ông cũng là giám đốc của Hong Kong Tramways, Hongkong Land và Hong Kong and Kowloon Wharf and Godown Company. Ông còn là thành viên ủy ban cố vấn của China Sugar Companies Refining, Hong Kong Fire Insurance và Canton Insurance Society. Ngoài các hoạt động thương mại, Shellim còn là một thẩm phán cấp thấp, một thành viên của Hội đồng Lập pháp Hồng Kông từ năm 1913 đến năm 1918, và là thành viên của Ủy ban Phòng Thương mại Tổng hợp Hồng Kông, House of Sailors, người đứng đầu ủy ban tài chính của Bệnh viện Alice Ho Miu Ling Nethersole, hội đồng Hội đường Do Thái Ohel Leah và Hội đồng Đại học Hồng Kông. Shellim mất vào ngày 8 tháng 12 năm 1928.
Gia tộc Kadoorie cạnh tranh thành công với gia tộc Sassoon. Ở đỉnh cao quyền lực, hai anh em Ellis (1865–1922) và Elly Kadoorie (1867–1944) giữ cổ phần trong Công ty Năng lượng và Ánh sáng Trung Quốc, HSBC, Star Ferry, các nhà máy dệt và đồn điền cao su, sở hữu nhiều bất động sản và Hongkong Hotel Company (nay được gọi là Hongkong and Shanghai Hotels). Năm 1928, Elly Kadoorie mở khách sạn danh giá nhất ở Hồng Kông gần ga Cửu Long— khách sạn The Peninsula Hong Kong cao sáu tầng.
Từ năm 1937, những người tị nạn Do Thái (chủ yếu là người Do Thái giàu có với hộ chiếu Anh hoặc Mỹ) từ Thượng Hải, Thiên Tân và Cáp Nhĩ Tân, chạy trốn khỏi sự chiếm đóng của Nhật Bản và đổ về Hồng Kông, cùng với một số người Do Thái từ châu Âu chạy trốn khỏi Chủ nghĩa Quốc xã. Thành phần tộc người của những người này khá đa dạng; có người Do Thái Bagdad, Do Thái Nga, Do Thái Đức, Do Thái Áo, Do Thái Ba Lan và Do Thái Séc. Hong Kong Society of Jewish Refugees được thành lập để giúp đỡ những người này.
Một làn sóng tị nạn Do Thái khác từ châu Âu qua các cảng Mumbai, Singapore và Hồng Kông đến Thượng Hải, nơi mà sau khi Nhật Bản chiếm đóng, người châu Âu vẫn không cần thị thực—trái ngược với chính quyền thuộc địa Anh không cho phép người tị nạn Do Thái xuống cảng.
Trước khi Nhật Bản tấn công Trân Châu Cảng, vẫn có một số liên hệ giữa khu người Do Thái ở Thượng Hải và Hồng Kông. Thế nhưng, sau vụ tấn công, nhiều người Do Thái Bagdad giàu có ở Thượng Hải — nhiều trong số đó có quốc tịch Anh — đã bị bắt giữ. Vào đêm trước khi Nhật Bản tấn công Hồng Kông vào tháng 12 năm 1941, một số người Do Thái đã tìm cách rời khỏi nơi đây. Trong thời kỳ Nhật chiếm đóng, Hội đường Do Thái Ohel Leah được sử dụng làm kho chứa, Câu lạc bộ Do Thái bị cướp phá, và nhiều thành viên cộng đồng Do Thái bị giam giữ trong Trại Stanley, (nơi, ví dụ, gia đình của Morris Abraham Cohen và Elly Kadoorie bị bắt giam). Sau chiến tranh, một số người Do Thái địa phương đã trở về Hồng Kông; vào năm 1949, Câu lạc bộ Do Thái bị phá hủy trước đó đã được khôi phục lại.

### Nửa sau thế kỷ 20

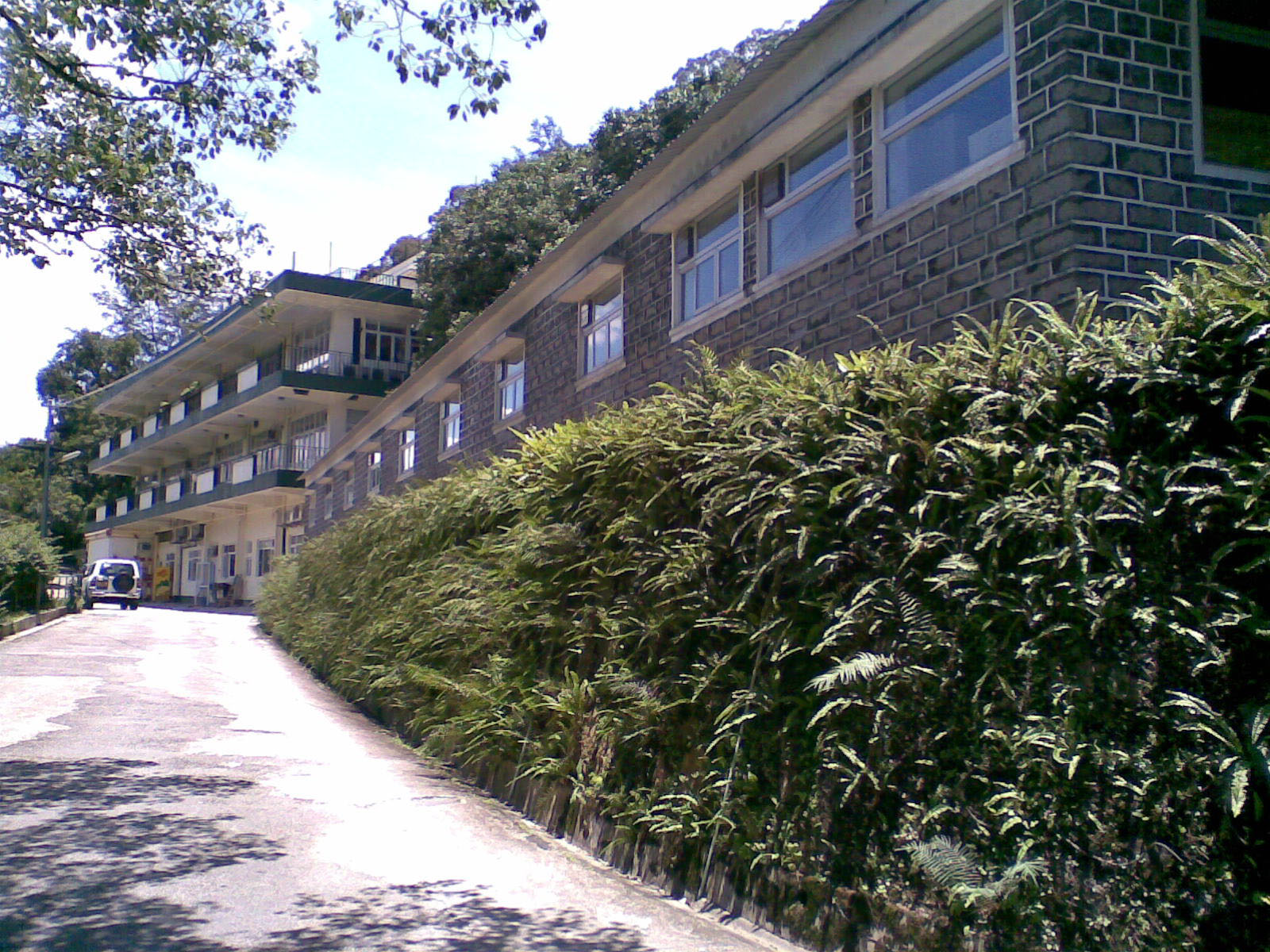
Vườn bách thảo và Trang trại Kadoorie

Vào nửa sau thế kỷ 20, đại diện tiêu biểu nhất của cộng đồng Do Thái ở Hồng Kông là Lawrence Kadoorie (1899–1993) và Horace Kadoorie (1902–1995) — 2 người con trai của Elly Kadoorie, các đối tác trong công việc kinh doanh gia đình và 2 nhà từ thiện nổi tiếng. Sau chiến tranh, họ hồi sinh Công ty Năng lượng và Ánh sáng Trung Quốc và Khách sạn The Peninsula Hong Kong, thành lập Tổng công ty Hongkong and Shanghai Hotels. Ngoài ra, hai anh em còn trở thành cổ đông của các doanh nghiệp dệt may, công ty Star Ferry và tuyến cáp treo Peak Tram dẫn lên Đỉnh Victoria. Lawrence cũng từng là thành viên ban giám đốc của HSBC.
Lawrence Kadoorie là thành viên của Hội đồng Lập pháp và Hành pháp Hồng Kông trong những năm 1950. Năm 1962, Lawrence và Horace Kadoorie nhận được Giải thưởng Ramon Magsaysay. Lawrence Kadoorie nhận được Huân chương Đế quốc Anh năm 1970, được phong Hiệp sĩ năm 1974, được phong Nam tước cho hoạt động từ thiện năm 1981, và là người đầu tiên sinh ra ở Hồng Kông trở thành thành viên của Thượng Nghị viện Vương quốc Liên hiệp Anh và Bắc Ireland.
Năm 1951, Lawrence và Horace Kadoorie thành lập một hiệp hội để giúp đỡ nông dân Trung Quốc địa phương ở Tân Giới. Vào năm 1956, hai người thành lập một vườn bách thảo và trang trại. Nơi đây sau này trở thành tổ chức nghiên cứu hàng đầu của Hồng Kông trong lĩnh vực sinh thái và nông nghiệp.
Có 250 người Do Thái ở Hồng Kông (một nửa Sephardi, một nửa Ashkenazi) vào năm 1954. Con số này giảm xuống còn 230 vào năm 1959 và 200 vào năm 1968 (130 người Ashkenazi và 70 người Sephardi). Năm 1974, theo danh sách tổng hợp của Hội đường Do Thái Ohel Leah và Câu lạc bộ Do Thái, có khoảng 450 người Do Thái địa phương sống ở Hồng Kông.
Năm cuộn kinh Torah, thuộc về cộng đồng người Do Thái cổ đại ở Khai Phong được tìm thấy ở "Chợ trộm" ("Thieves' Market"), phố Cat (khu phố Lascar, Thượng Hoàn, Hồng Kông) vào năm 1974, ngày nay được lưu giữ trong Hội đường Do Thái Ohel Leah. Năm 1984, Hiệp hội Lịch sử Do Thái Hồng Kông được thành lập để nghiên cứu lịch sử của người Do Thái ở Trung Quốc. Một năm sau, Tổng lãnh sự Israel tại Hồng Kông và Ma Cao chính thức được bổ nhiệm (Israel chính thức thiết lập quan hệ ngoại giao với Trung Quốc vào năm 1992).
Vào cuối những năm 1980, Giáo sĩ người Mỹ Samuel Joseph đến Hồng Kông và trở thành người đứng đầu đầu tiên của Giáo đoàn Do Thái thống nhất Hồng Kông (United Jewish Congregation of Hong Kong). Vào thời điểm đó, cộng đồng này vẫn chưa có địa điểm riêng, và các cuộc họp được tổ chức tại Câu lạc bộ Mỹ (American Club) hoặc Câu lạc bộ Hạm đội Trung Quốc (China Fleet Club). Năm 1989, 39% thành viên của Hội đường Ohel Leah và Câu lạc bộ Do Thái là người Mỹ, 27% là người Anh (bao gồm cả cư dân Hồng Kông), và 17% là người Israel. Năm 1991, Trường bán trú Do Thái Carmel (Carmel Jewish Day School) được thành lập, nằm ở cánh đông của một bệnh viện quân đội Anh ở Bán Sơn. Trong nửa đầu những năm 1990, có 1,5 nghìn người Do Thái sống ở Hồng Kông, trong đó khoảng 1.000 người tham gia vào đời sống cộng đồng. Theo Bảo tàng ANU - Bảo tàng Người Do Thái, trước khi Hồng Kông được chuyển giao cho Cộng hòa Nhân dân Trung Hoa (1997), có khoảng 2.500 người Do Thái sống tại đây, 2/3 trong số đó là người Mỹ và người Israel; trong khi theo American Jewish Year Book, có khoảng từ 3.000 đến 6.000 người Do Thái sống ở Hồng Kông vào năm 1997. Thành phần của cộng đồng Do Thái cũng đã chuyển từ người Bagdad và Tây Âu sang người Mỹ, Anh và Israel. Theo một cuộc khảo sát năm 1989, chỉ có 3% người Do Thái Hồng Kông sử dụng tiếng Quảng Đông là ngôn ngữ chính hoặc tiếng mẹ đẻ (chủ yếu là phụ nữ Trung Quốc cải sang đạo Do Thái để kết hôn), trong khi chỉ có 7% học tiếng Quảng Đông như ngôn ngữ thứ hai. 9% số người trả lời khảo sát nói tiếng Quan Thoại như một ngôn ngữ thứ hai.

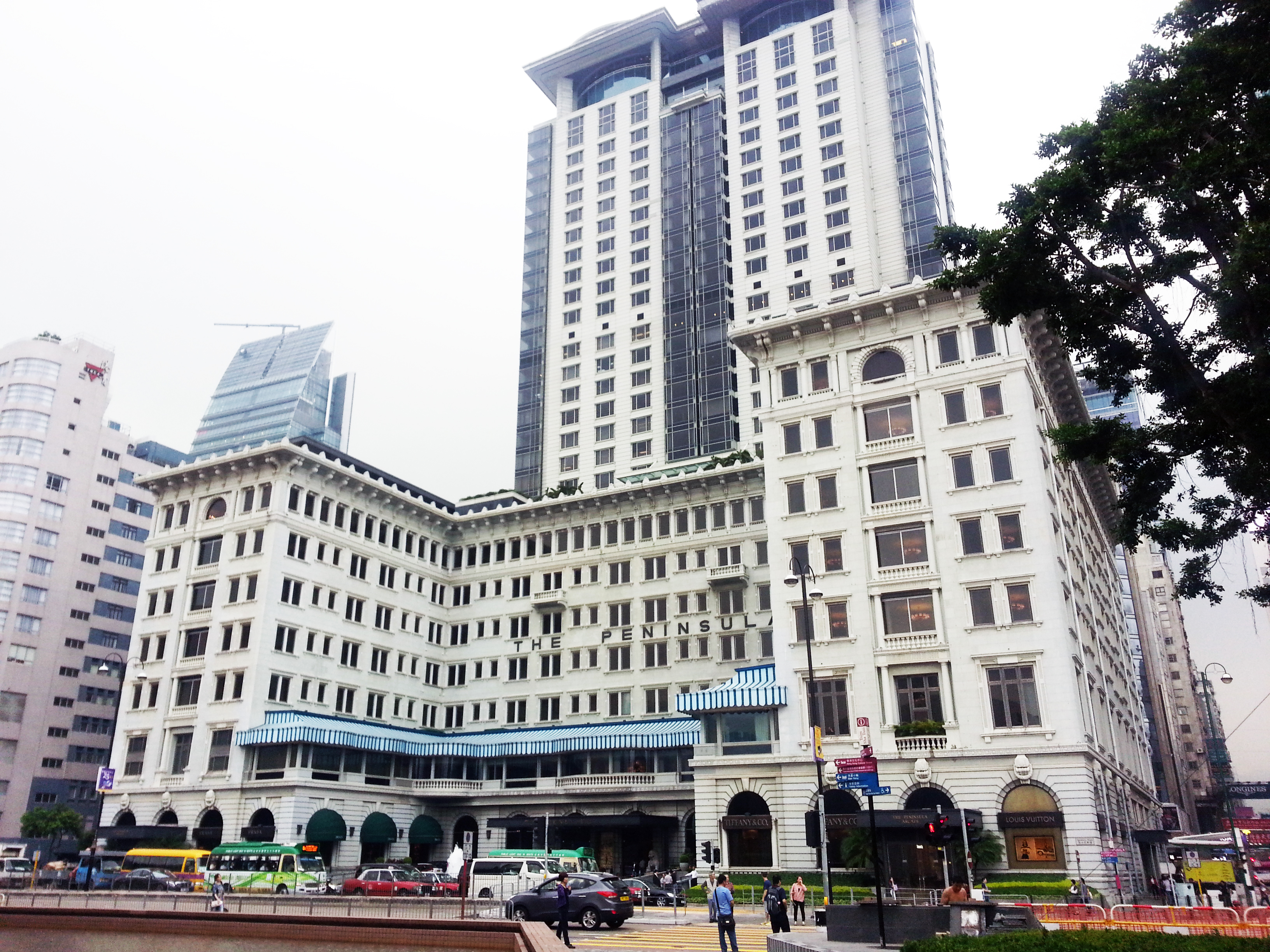
Khách sạn The Peninsula Hong Kong là tài sản nổi tiếng nhất của gia tộc Kadoorie.

Năm 1995, một trung tâm cộng đồng Do Thái lớn được xây bên cạnh Hội đường Do Thái Ohel Leah, thay thế cho Câu lạc bộ Do Thái cũ. Giáo đoàn Do Thái thống nhất Hồng Kông được chuyển đến trung tâm này, và kể từ đó các nghi lễ tôn giáo bắt đầu được tổ chức trong khán phòng nơi đây, và các giáo sĩ Do Thái của cộng đồng sống trong một khu dân cư gần đó. Vào tháng 10 năm 1998, Hội đường Do Thái Ohel Leah mở cửa lại sau một cuộc tôn tạo lớn. Nơi đây đã khôi phục lại diện mạo ban đầu và dự án tôn tạo này đã giành được một giải thưởng UNESCO.

### Thế kỷ 21
Khoảng 5.000 người Do Thái sống ở Hồng Kông vào năm 2010, thuộc bảy giáo đoàn: Giáo đoàn Do Thái thống nhất cải cách (reformist United Jewish Congregation); chi nhánh Hasidic Chabad ở Hồng Kông, Cửu Long và Đại Tự Sơn; và các giáo đoàn Chính thống Sephardi Kehilat Zion (Cửu Long) và Shuva Israel (Hồng Kông). Phần lớn người Do Thái tập trung ở Đảo Hồng Kông, chủ yếu là khu vực Bán Sơn, Trung Hoàn và Kim Chung. Tuy nhiên, cũng có nhiều người Do Thái ở Tân Giới và Cửu Long, chủ yếu ở Tiêm Sa Chủy và Đông Tiêm Sa Chủy. Người nhập cư từ Hoa Kỳ và Canada chiếm đa số, mặc dù cũng có nhiều người từ Tây Âu (Anh, Pháp, Tây Ban Nha, Thụy Sĩ), Israel, Nam Phi, Úc và New Zealand. Những người nước ngoài làm việc tại Hồng Kông bao gồm doanh nhân, quản lý, chuyên gia, nhà báo, giáo viên và giáo sư. Hầu hết người Do Thái nói tiếng Do Thái hoặc tiếng Anh và một số rất nhỏ nói tiếng Quảng Đông hoặc Quan Thoại. Theo Đại hội Do Thái thế giới (World Jewish Congress), khoảng 2.500 người Do Thái sống ở Hồng Kông vào năm 2015; trong khi theo Hiệp hội Lịch sử Do Thái Hồng Kông (Jewish Historical Society of Hong Kong) là gần 5.000 người. Tính đến năm 2019, khoảng 5.000 người Do Thái sống ở Hồng Kông.
Nơi tập trung quan trọng nhất của người Do Thái Hồng Kông nằm trên đường Robinson ở Bán Sơn. Trung tâm Cộng đồng Do Thái (Jewish Community Centre) được xây dựng ở đây vào năm 1995, bao gồm một thư viện, một kho lưu trữ Do Thái-Trung Quốc, một trung tâm học tập, một khán phòng đa năng, một hồ bơi trong nhà, một phòng tập thể dục, một nhà hàng thịt và sữa kosher, một quán cà phê và một cửa hàng tạp hóa kosher. Cạnh đó là Hội đường Do Thái Ohel Leah lịch sử, với mikveh duy nhất ở Hồng Kông. Tổng Lãnh sự quán Israel nằm tại tòa 2 khu phức hợp văn phòng Trung tâm Kim Chung (Admiralty Centre), Đường Harcourt, Kim Chung, Hồng Kông.
Một số thành viên quan trọng hiện nay của cộng đồng Do Thái ở Hồng Kông là:
- Michael Kadoorie (con trai của Lawrence Kadoorie): chủ tịch và đồng sở hữu của Tập đoàn CLP, Hongkong and Shanghai Hotels và hãng hàng không Metrojet, đồng thời là thành viên ban giám đốc của CK Hutchison Holdings.[32][61]
- James Meyer Sassoon: giám đốc điều hành của Tập đoàn Jardine Matheson, Giám đốc Hongkong Land, Dairy Farm International Holdings, Mandarin Oriental Hotel Group và Jardine Lloyd Thompson, Chủ tịch Hội đồng Kinh doanh Trung Quốc-Anh.[62]
- Allan Zeman: chủ nhà hàng, chủ khách sạn và nhà phát triển bất động sản, thành viên ban giám đốc của tập đoàn Wynn Resorts,[63] còn được gọi là "cha đẻ" của Lan Quế Phường.[64]

## Đời sống tôn giáo

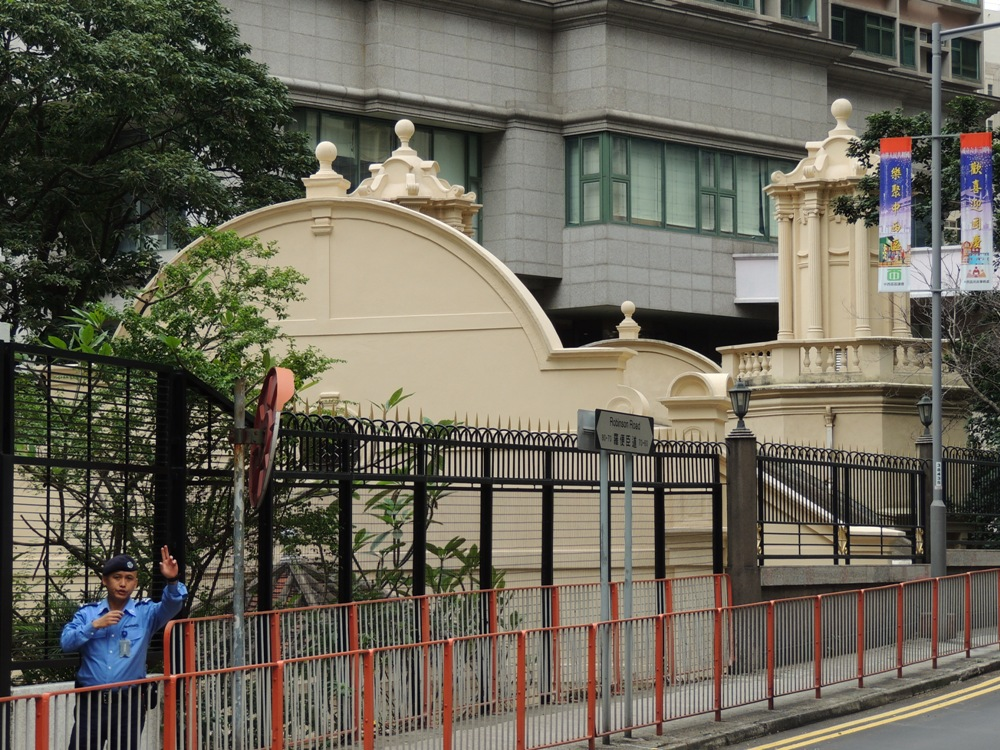
Hội đường Ohel Leah Synagogue

Người Do Thái ở Hồng Kông có thể tự do thực hành các ngày lễ tôn giáo, bao gồm tổ chức các bữa ăn Sabát, kỷ niệm các ngày lễ chính của người Do Thái (Yom Kippur, Rosh Hashanah, Hanukkah, Shavuot, Pesach và những người khác), và phát triển các chương trình giáo dục tôn giáo. Hồng Kông có bốn hội đường Do Thái đang hoạt động (ba trong số đó có giáo sĩ Do Thái toàn thời gian), một trường học Do Thái (Trường Carmel dành cho trẻ nhỏ), hai trường học Chủ nhật (Trường Ezekiel Abraham cho thanh thiếu niên và trường Shorashim cho trẻ em), và một nghĩa trang Do Thái trong khu vực Bào Mã Địa. Hội đường Do Thái chính là Ohel Leah, được xây dựng vào năm 1901–1902. Mặc dù hội đường này chính thức theo Do Thái giáo Chính thống Hiện đại (Modern Orthodox Judaism), nhưng các tín đồ Chabad, Do Thái giáo Cải cách và Do Thái giáo Bảo thủ vẫn tụ hội về đây.
Trung tâm Cộng đồng Do Thái là nơi đặt trụ sở của Giáo đoàn Do Thái thống nhất Hồng Kông, phục vụ cho khoảng 500 người theo Do Thái giáo không chính thống (cải cách, tự do và bảo thủ). Kể từ khi thành lập vào năm 1988, giáo đoàn đã liên kết chặt chẽ với Liên minh Thế giới vì Do Thái giáo Tiến bộ (World Union for Progressive Judaism) có trụ sở tại Jerusalem và Liên minh Do Thái giáo Tiến bộ (Union for Progressive Judaism) ở Úc.
Giáo đoàn Sephardi Shuva Israel nằm ở Fortune House, Trung Hoàn, Hồng Kông, gồm các nhà hàng và văn phòng với thức ăn Kosher, tiến hành các dịch vụ thờ cúng, giảng dạy cho người lớn và trẻ em, và cung cấp các dịch vụ khác cho người dân và khách du lịch. Một hội đường Do Thái, phòng học, thư viện, nhà hàng, và cửa hàng tạp hóa kosher nằm trên hai tầng của văn phòng cộng đồng. Ngoài ra, mười gia đình của giáo đoàn có trường mầm non và nhà lưu niệm riêng trong khu vực Bạc Phù Lâm.
Tòa nhà Hoover Court trên đường McDonnell ở khu Bán Sơn là nơi đặt văn phòng của Chabad of Hong Kong (Chabad ở Hồng Kông). Trên đường Chatham ở Tiêm Sa Chủy là văn phòng của Chabad of Kowloon (Chabad ở Cửu Long), mở vào năm 2005 trong tòa nhà Oriental Center. Chabad là một cộng đồng Do Thái năng động nhưng bị cô lập ở Hồng Kông. Những người này đến Hồng Kông vào năm 1985, và ngày nay, thành phố này đã trở thành trung tâm của Chabad ở Châu Á.
Khu phức hợp kinh doanh Wing On Plaza ở khu Tiêm Sa Chủy Đông có văn phòng của cộng đồng Sephardi Kehilat Zion gồm hơn 900 người. Được thành lập vào năm 1995 bởi một doanh nhân người Syria và Trung tâm Sephardi Jerusalem (Jerusalem Sephardic Center), Hội đường Do Thái Cộng đồng phục vụ các tín hữu trên khắp Cửu Long. Nhà lãnh đạo tinh thần của Kehilat Zion cũng là Giáo sĩ trưởng của toàn bộ cộng đồng Sephardi ở Hồng Kông. Cộng đồng quản lý một thư viện và một nhà hàng kosher, tổ chức các buổi diễn thuyết và hội thảo, cung cấp thực phẩm kosher và phòng khách sạn cho những ai muốn.

## Nghĩa trang Do Thái

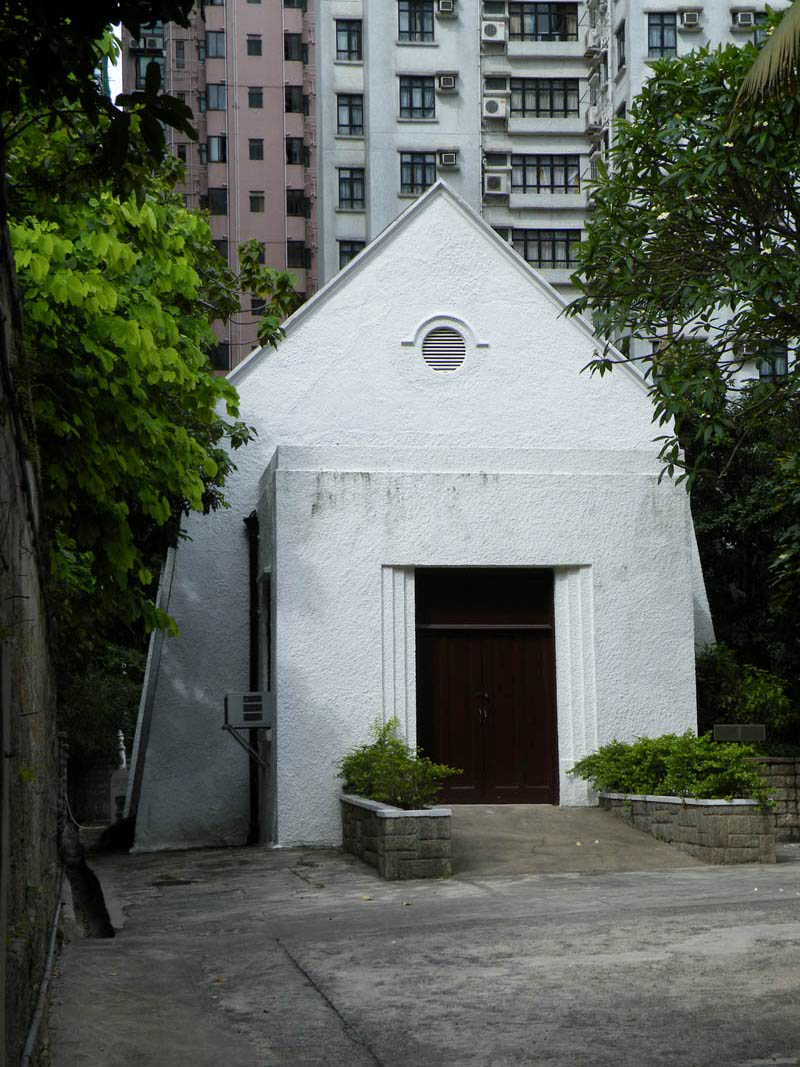
Nhà nguyện tại nghĩa trang Do Thái

Nghĩa trang Do Thái Hồng Kông nằm ở khu vực Bào Mã Địa. Nghĩa trang được thành lập vào năm 1855 bằng số tiền tài trợ của David Sassoon (các nhà chức trách Anh chính thức cấp phép cho nghĩa trang vào năm 1858). Nghĩa trang được bao quanh tứ phía bởi các tòa nhà chung cư cao tầng. Có thể tiếp cận nghĩa trang bằng cách đi theo một lối đi hẹp giữa một ngôi chùa Phật giáo và một trường học. Đây là một trong số ít nghĩa trang Do Thái ở Viễn Đông vẫn giữ được vị trí ban đầu.
Hướng của nghĩa trang là từ đông sang tây, với hầu hết các ngôi mộ nằm ở lối vào phía tây. Ngôi mộ cổ nhất có niên đại từ năm 1857. Danh sách nghĩa trang cho thấy trong những năm đầu, hầu hết những người được chôn cất là nam giới. Nguyên nhân là vì người tới Hồng Kông định cư thường không mang theo gia đình. 16 ngôi mộ cổ nhất không có tên, chỉ có mã số định danh.
Những ngôi mộ người Sephardi từ cuối thế kỷ 19 tập trung ở phần phía đông của nghĩa trang, trong khi những ngôi mộ người Ashkenazi nằm ở phía tây, phía sau nhà nguyện. Nhà nguyện và các tòa nhà nhỏ khác xuất hiện vào đầu thế kỷ 20, dưới thời Thống đốc người Do Thái Matthew Nathan. Năm 1904, nghĩa trang ký hợp đồng thuê 75 năm mảnh đất liền kề bên cạnh, và đến năm 1979 thì hợp đồng được gia hạn thêm 75 năm.
Nghĩa trang chủ yếu là những ngôi mộ đơn giản, mặc dù một số những bia mộ đầu tiên được làm bằng quách granit khổng lồ. Gia tộc Belilios người Sephardi đã xây trên mộ những vòm đá cẩm thạch trắng theo phong cách Ionic. Gia tộc Kadoorie và Gubbai có mộ nằm gần nhau, ưa thích các bia mộ với quách granit được đánh bóng, ở trên có nắp nhô ra. Thông thường, bia mộ được trang trí bằng nhiều thứ khác nhau - hoa, tán lá, vòng xoáy hoặc vòng hoa. Một ngôi mộ có cột bị gãy, ám chỉ một cái chết yểu, và một ngôi mộ khác có một bức ảnh ở trên, một truyền thống của người Nga. Bản khắc rất ngắn gọn: chỉ ghi ngày mất, đôi khi là ngày sinh, rất hiếm khi ghi nơi mất. Hầu hết các bản khắc được làm bằng tiếng Do Thái và tiếng Anh; tiếng Ả Rập, tiếng Nga hoặc tiếng Hà Lan thì ít phổ biến hơn.

## Giáo dục

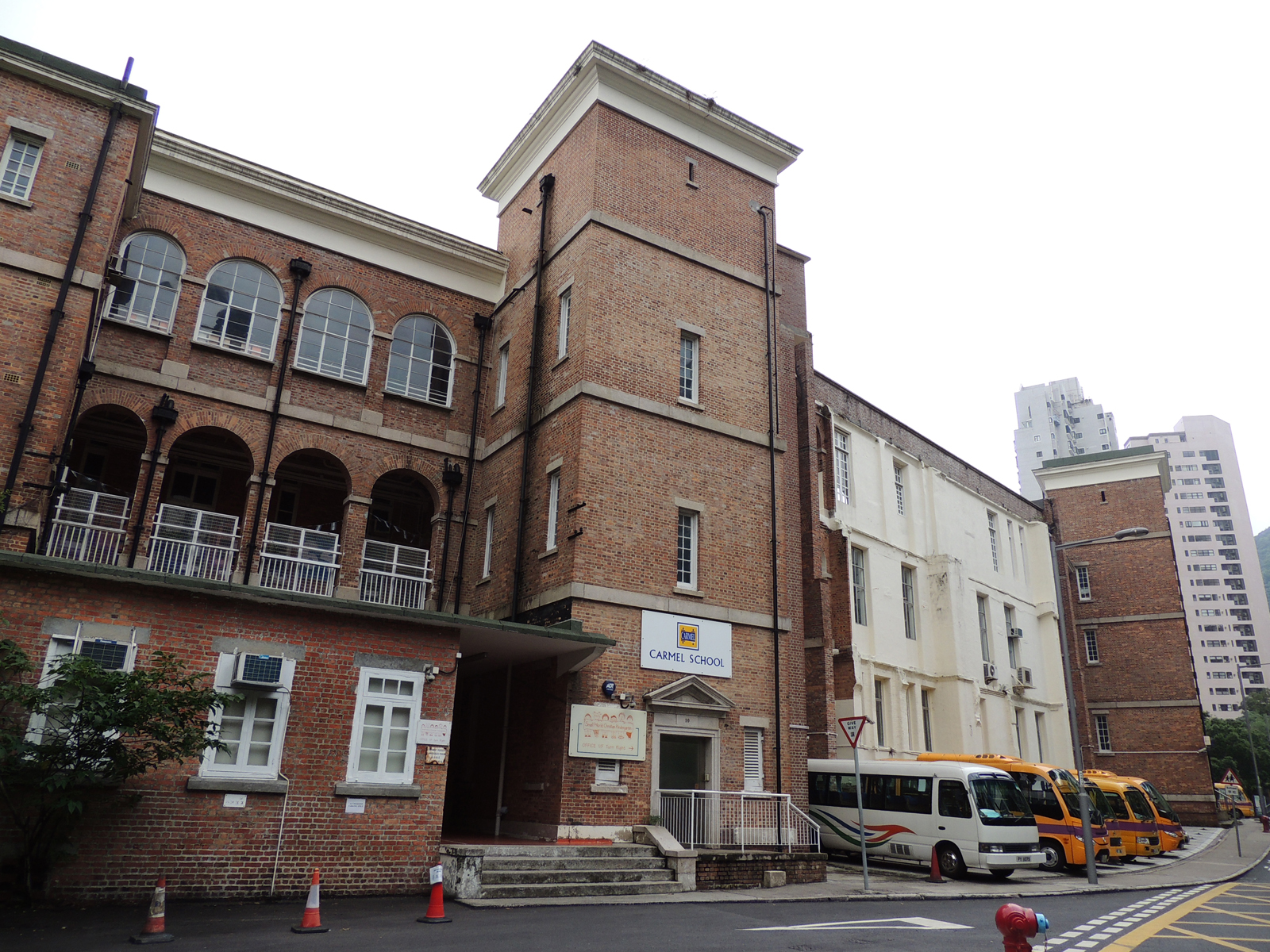
Một ngôi trường Do Thái ở khu vực Bán Sơn

Trường Do Thái không mấy phổ biến ở Hồng Kông trong quá khứ. Một báo cáo năm 1914 nói rằng không có trường học tôn giáo nào ở Hồng Kông vào thời điểm đó. Một báo cáo khác vào năm 1936 nói rằng một trường học nhỏ đã mở "một thời gian trước", nhưng đã bị đóng cửa do "sự thiếu quan tâm của phụ huynh trong việc cho con cái học tiếng Do Thái". Năm 1969, Trường Ezekiel Abraham được thành lập như một trường học Chủ nhật do tình nguyện viên điều hành. Cũng không có nỗ lực nào để thành lập một trường học bán trú của người Do Thái ở Hồng Kông do số lượng trẻ em Do Thái quá ít. Tuy nhiên, vào đầu những năm 1990, Trường Carmel đã trở thành trường học bán trú dành cho người Do Thái đầu tiên ở Hồng Kông với số học sinh là 30 em. Vài năm sau khi thành lập, trường đã có hơn 50 hồ sơ đăng ký học mầm non.
Tính đến  năm 2022, Hiệp hội trường Carmel có ba cơ sở: Trung tâm Giáo dục Sớm Holly Rofé (Holly Rofé Early Learning Centre), Trường Tiểu học Carmel (Carmel Elementary School), và Trường Trung học Phổ thông Elsa (Elsa High School) ở Sao Cơ Loan, nơi tuyển sinh cả học viên không phải người Do Thái. Trường Trung học Phổ thông Elsa có các phòng thí nghiệm khoa học, một thư viện, các phòng học âm nhạc, nghệ thuật và thiết kế, một khán phòng 500 chỗ ngồi, các phòng hội nghị và thể dục, và một sân cỏ nhân tạo chịu được mọi thời tiết.  Trung tâm Cộng đồng Do Thái, nằm trên Đường Robinson, Bán Sơn, điều hành Trung tâm Giáo dục Sớm Holly Rofé, nơi đây có một hồ bơi trong nhà, phòng tập gym và các sân chơi. Trường Tiểu học và Mầm non Carmel nằm trên Đường Borrett, Bán Sơn trên địa điểm của một bệnh viện quân đội Anh trước đây, mở cửa vào năm 1907. Năm 1967, bệnh viện được chuyển đến Cửu Long, và quân đội đã chuyển giao các tòa nhà trống cho chính quyền thuộc địa. Vào đầu những năm 1990, cánh phía đông của bệnh viện cũ được trường Carmel sử dụng để cung cấp giáo dục tôn giáo và thế tục theo các nguyên lý của Do Thái giáo Chính thống Hiện đại. Ngôi trường có 1 thư viện, các lớp âm nhạc và nghệ thuật, các lớp khoa học máy tính và lập trình, các lớp giáo dục đặc biệt, phòng tập gym trong nhà, các sân chơi và sân thể thao, và một khu vườn công cộng.
Năm 1999, Giáo đoàn Do Thái thống nhất Hồng Kông mở 1 trường tôn giáo riêng, Trường Shorashim. Năm 2010, một chi nhánh địa phương của Liên đoàn Hướng đạo sinh Nam  Nữ Israel (Israel Boy and Girl Scouts Federation) được mở tại Hồng Kông.

## Văn hóa và thể thao
Trung tâm Cộng đồng Do Thái là nơi đặt trụ sở của Hiệp hội Lịch sử Do Thái Hồng Kông. Denis và Mary Leventhal, cùng với Anita Buxbaum đã thành lập hiệp hội này vào năm 1984, với sự tham gia của Giáo sư S. J. Chan, người đã nghiên cứu về người Do Thái ở Khai Phong. Mục đích của hiệp hội là tìm kiếm, nghiên cứu và bảo tồn các tư liệu lịch sử về người Do Thái và Do Thái giáo ở Hồng Kông và Trung Quốc, tổ chức các cuộc triển lãm, diễn thuyết và hội thảo, đồng thời xuất bản sách và các bộ sưu tập tài liệu. Thư viện của Hiệp hội Lịch sử Do Thái được coi là một trong những thư viện tốt nhất ở châu Á về chủ đề người Do Thái Trung Quốc. Ngoài ra, nơi đây còn lưu giữ nhiều bức ảnh và tài liệu độc đáo, cũng như các đoạn băng ghi âm các cuộc phỏng vấn với các thành viên của cộng đồng Do Thái. Hiệp hội cũng tổ chức các chuyến tham quan theo nhóm đến các địa điểm lịch sử của người Do Thái trong khu vực.
Năm 1999, Howard Elias, người Canada, thành lập Liên hoan phim Do Thái Hồng Kông hàng năm, bao gồm các bộ phim và phim tài liệu từ khắp nơi trên thế giới, dành riêng cho các chủ đề Do Thái khác nhau. Hiệp hội Phụ nữ Do Thái Hồng Kông, được thành lập vào những năm 1940 để giúp đỡ những người tị nạn Do Thái từ Thượng Hải, tiếp tục đóng một vai trò quan trọng trong cộng đồng. Hàng năm, tổ chức này thực hiện nhiều chương trình văn hóa, xã hội và giáo dục, đồng thời quyên góp cho các tổ chức từ thiện ở Israel và cho cộng đồng Do Thái địa phương.
Lãnh sự quán Israel tại Hồng Kông giám sát Liên hoan phim Israel, diễn ra ba năm một lần, cũng như các đội bóng đá dành cho trẻ em và người lớn của Liên đoàn Thể thao Maccabi. Cộng đồng Do Thái Hồng Kông gây quỹ cho các chương trình khác nhau của tổ chức Israel Keren Hayesod, hàng năm kỷ niệm rộng rãi Ngày Độc lập Israel và Yom HaZikaron, đồng thời tổ chức các sự kiện ủng hộ các tổ chức phi lợi nhuận Quỹ Quốc gia Do Thái và Quỹ Thống nhất Israel.
Một nhân vật nổi bật trong văn hóa Hồng Kông là Karel Weiss (1904–1994). Ông học thương mại quốc tế ở Berlin và Viên, sau đó bắt đầu làm việc cho công ty giày Bata. Weiss đến Hong Kong từ Praha vào năm 1933, làm việc trong lĩnh vực vận chuyển và giúp đỡ những người tị nạn Do Thái vào đầu những năm 1940, đồng sáng lập Graphic Press và tập san tiếng Anh có ảnh hưởng Far Eastern Economic Review (1946) sau chiến tranh. Năm 1955, Weiss viết The Hong Kong Guide, và năm 1956, ông xuất bản cuốn sách Graphic's Map of Hong Kong. Ngoài ra, Weiss còn trở nên nổi tiếng với tư cách là một nhiếp ảnh gia chuyên quay cuộc sống đường phố của Hồng Kông, là một nhà vô địch chơi bài bridge và dạy trẻ em cách chơi cờ vua.

### Ẩm thực
Một số nhà hàng kosher ở Hồng Kông bao gồm Nhà hàng Thịt Sabra và Nhà hàng Waterside Dairy nằm trong Trung tâm Cộng đồng Do Thái, Nhà hàng Mul Hayam do Kehilat Zion điều hành ở Cửu Long và Shalom Grill do Shuva Yisrael điều hành ở Trung Hoàn, Hồng Kông. Hầu hết tất cả các giáo đoàn Do Thái ở Hồng Kông đều cung cấp dịch vụ giao đồ ăn kosher đến tận nhà và khách sạn, đồng thời tổ chức các bữa tiệc chiêu đãi bên ngoài.

## Chủ nghĩa bài Do Thái
Nhiều người cho rằng chủ nghĩa bài Do Thái không tồn tại ở Hồng Kông. Một số người cho rằng cộng đồng người Do Thái ở Hồng Kông chưa bao giờ phải hứng chịu chủ nghĩa bài Do Thái. Không có báo cáo nào được công bố trước Chiến tranh thế giới thứ hai đề cập đến sự tồn tại của chủ nghĩa bài Do Thái đối với người Do Thái Hồng Kông. Trong thời kỳ đầu thuộc địa, các thương nhân Do Thái giàu có đến từ Anh thường được gọi là "người châu Âu da trắng" và được coi là tầng lớp đặc quyền của các thuộc địa Anh. Tuy nhiên, có những trường hợp ngay cả những thương gia Do Thái Bagdad giàu cũng bị từ chối tư cách thành viên Hồng Kông Hội (Hong Kong Club, thành lập năm 1846), nơi chỉ cho phép những người Anh theo Anh giáo.

Hội đường Do Thái Ohel Leah

Theo một cuộc khảo sát vào năm 1989, 83% người Hồng Kông tuyên bố có thái độ trung lập với người Do Thái hoặc không biết gì về cuộc sống của người Do Thái sống trong thành phố, và 15% người Hồng Kông khác ghi nhận thái độ tích cực. Lời giải thích tiêu chuẩn cho những số liệu thống kê này là do có ít người Do Thái ở Hồng Kông, và các thành viên nổi bật của cộng đồng thành công trong lĩnh vực thương mại và từ thiện.
Tuy nhiên, nhìn chung, trong chương trình giáo dục, người Trung Quốc không học lịch sử và văn hóa Do Thái một cách chuyên sâu, trung lập. Hầu hết người Hoa Hồng Kông không thể giải thích rõ ràng sự khác biệt chung giữa Nhà nước Israel, người Do Thái và Do Thái giáo. Do đó, rất khó để nói một cách chắc chắn rằng thái độ trung lập đối với người Do Thái có nghĩa là không có chủ nghĩa bài Do Thái tiềm ẩn.
Một bài báo bài Do Thái được đăng vào tháng 4 năm 1991 trên tờ báo tiếng Trung Hong Kong Daily News, dưới bút danh "Ah Wei", với tiêu đề "Những thói quen xấu ăn sâu vào tiềm thức người Do Thái: Bản chất xấu của người Do Thái". Bài báo có những câu như: "Tại sao những người này [người Do Thái] bị Chúa nguyền rủa phải đi lang thang trên thế gian mãi mãi?" và "[Người Do Thái] là những kẻ gây chiến nhẫn tâm, giàu có, độc ác và tàn nhẫn, một chủng tộc ích kỷ và hám lợi". Cộng đồng người Do Thái địa phương tức giận gửi một lá thư phản đối đến tòa soạn, và tờ báo đã đăng một bài trả lời khẳng định rằng bài báo không vi phạm chính sách biên tập. Trong khi chuẩn bị đơn kiện tờ báo, Nhóm Sáng kiến Do Thái (Jewish Initiative Group) nhận thấy rằng luật Hồng Kông không có luật nào cấm kích động bạo lực chủng tộc. Trên báo chí Hoa ngữ, chủ nghĩa bài Do Thái ít xảy ra, chí có một vài sự cố cá biệt. Trong khi đó, giọng điệu của báo chí tiếng Anh ở Hồng Kông luôn có phần thiên vị chống Israel. Đây không phải là kết quả của một chính sách biên tập có ý thức vì hầu hết các tin bài liên quan đến Israel được lấy từ phương Tây, thay vì là bài viết gốc của các phóng viên địa phương.
Một số người nhập cư đã mang định kiến bài Do Thái đến Hồng Kông. Điều này trở nên đặc biệt đáng chú ý vào năm 1987–1988 trong bối cảnh công chúng tranh cãi xung quanh kế hoạch tái phát triển bất động sản của Quỹ Do Thái. Cuộc tranh cãi liên quan đến việc xây dựng lại Hội đường Do Thái lịch sử Ohel Leah và mức độ chính quyền kiểm soát quá trình này. Cuộc tranh cãi đã làm nảy sinh những cáo buộc vô căn cứ trên báo chí địa phương bằng tiếng Anh về cả Ủy ban Hội đường Do Thái và người Do Thái nói chung.
Trong một thời gian dài, trường học địa phương duy nhất có tiêu chuẩn giáo dục của Mỹ là Trường Quốc tế Hồng Kông ở quận Nam, thuộc sở hữu của giáo phái Missouri Synod thuộc Giáo hội Luther. Trẻ em của người Do Thái Mỹ và châu Âu đến trường này thường phải đối mặt với các quy tắc nghiêm ngặt của Cơ Đốc giáo (bắt buộc phải đến nhà nguyện, học các giáo điều Cơ đốc) và các nỗ lực cải đạo của giáo viên. Cư dân Do Thái đã báo cáo một số biểu hiện bài Do Thái vào năm 2002 và 2003. Một trường hợp như vậy liên quan đến một chủ quán bar người Trung Quốc trưng bày những bức ảnh về những người Do Thái bị sát hại từ trại tập trung của Đức Quốc xã trong quán bar.

## Trích dẫn
1. ↑  Goldstein & Schwartz 2015, tr. 171.
2. ↑  Ehrlich 2008, tr. 1186.
3. ↑  Goldstein 1998, tr. 145.
4. ↑  Tigay 1994, tr. 209.
5. 1 2  Gilman 2014, tr. 100.
6. 1 2 3 4 5  "The Jewish Cemetery". The Jewish Historical Society of Hong Kong. ngày 14 tháng 3 năm 2016. Truy cập ngày 20 tháng 1 năm 2022.
7. 1 2 3 4 5 6 7 8 9 10 11 12 13 14 15 16  Lyons, Erica. "The Jewish Community of Hong Kong". Beit Hatfutsot. Truy cập ngày 20 tháng 1 năm 2022.
8. 1 2 3  Ehrlich 2008, tr. 1187.
9. 1 2 3  Gilman 2014, tr. 101.
10. ↑  "Sassoon Family". Jewish Encyclopedia. Truy cập ngày 20 tháng 1 năm 2022.
11. ↑  Goldstein 1998, tr. 145–146.
12. ↑  Ivanov 1990, tr. 239.
13. ↑  Goldstein & Schwartz 2015, tr. 148.
14. 1 2  Rubinstein, William D.; Jolles, Michael; Rubinstein, Hilary L. (2011). The Palgrave Dictionary of Anglo-Jewish History. Palgrave Macmillan. tr. 864. ISBN 978-1-4039-3910-4.
15. ↑  Goldstein 1998, tr. 147.
16. ↑  "Charles Henry Maurice Bosman". Bản gốc lưu trữ ngày 22 tháng 8 năm 2016.
17. ↑  "Charles Henri Maurice Bosman". Gwulo: Old Hong Kong. Truy cập ngày 20 tháng 1 năm 2022.
18. ↑  Carroll 2009, tr. 74, 79.
19. ↑  Kupfer 2008, tr. 169.
20. ↑  Gilman 2014, tr. 104-105.
21. ↑  Wilson, Paul D. Nathan, Sir Matthew (1862–1939). Australian Dictionary of Biography. Truy cập ngày 20 tháng 1 năm 2022.
22. ↑  "Nathan, Sir Matthew". The Jewish Encyclopedia. Truy cập ngày 20 tháng 1 năm 2022.
23. 1 2 3 4 5 6 7 8  Braun, Elihai. "Hong Kong Virtual Jewish History Tour". Jewish Virtual Library. Truy cập ngày 20 tháng 1 năm 2022.
24. ↑  Ehrlich 2008, tr. 1172, 1187.
25. 1 2 3 4 5  Tigay 1994, tr. 210.
26. 1 2  Cesarani 2002, tr. 185.
27. ↑  Smith, Carl T. (1995). A sense of history: studies in the social and urban history of Hong Kong. Hong Kong Educational Publishing Company. tr. 409, 411. ISBN 978-9-6229-0313-5.
28. ↑  Faure, David (1997). Society. A Documentary History of Hong Kong. Quyển 1. Hong Kong University Press. tr. 125. ISBN 978-9-6220-9393-5.
29. ↑  "Tragic Death of Mr. E. Shellim". The China Mail. ngày 8 tháng 12 năm 1928. tr. 1.
30. ↑  "Former Council Member". The Hong Kong Telegraph. ngày 8 tháng 12 năm 1928. tr. 1.
31. ↑  Ehrlich 2008, tr. 357-358.
32. 1 2  McHugh, Fionnuala (ngày 30 tháng 11 năm 2003). "Patriarchs and The Pen". South China Morning Post. Truy cập ngày 20 tháng 1 năm 2022.
33. 1 2  Goldstein & Schwartz 2015, tr. 172.
34. ↑  Ember, Melvin; Ember, Carol R.; Skoggard, Ian (2004). Encyclopedia of Diasporas: Immigrant and Refugee Cultures Around the World. Springer Science & Business Media. tr. 162–163. ISBN 978-0-3064-8321-9.
35. ↑  O'Reilly, James; Habegger, Larry; O'Reilly, Sean (1996). Hong Kong: Including Macau and Southern China. Travelers' Tales. tr. 237. ISBN 978-1-8852-1103-3.
36. ↑  Cesarani 2002, tr. 186.
37. ↑  Eber, Irene (2012). Wartime Shanghai and the Jewish Refugees from Central Europe: Survival, Co-Existence, and Identity in a Multi-Ethnic City. Berlin: Walter de Gruyter. ISBN 978-3-1102-6818-8.
38. ↑  Arntzenius, Linda. "Michael Blumenthal's Search for Answers Takes Him Full Circle Back to Berlin". Princeton Magazin. Truy cập ngày 20 tháng 1 năm 2022.
39. ↑  "Our History". Ohel Leah Synagogue. Bản gốc lưu trữ ngày 4 tháng 1 năm 2018. Truy cập ngày 13 tháng 2 năm 2017.
40. ↑  McDougall, Katrina; Pettman, Bruce Robert (2000). The Ohel Leah Synagogue, Hong Kong: its history and conservation. Jewish Historical Society of Hong Kong. tr. 23. ISBN 978-9-6285-3392-3.
41. ↑  "Kadoorie Farm and Botanic Garden". Truy cập ngày 20 tháng 1 năm 2022.
42. ↑  "This Day in Jewish History 1993: A WWII Survivor Who Built Hong Kong Dies". Haaretz. Truy cập ngày 20 tháng 1 năm 2022.
43. ↑  "Obituary: Lord Kadoorie". The Independent. ngày 25 tháng 8 năm 1993. Truy cập ngày 20 tháng 1 năm 2022.
44. 1 2 3 4 5 6  Loewenthal, Rudolph (2006). "HONG KONG". Encyclopaedia Judaica. Quyển 9 (ấn bản thứ 2). Macmillan Publishers. tr. 518.
45. ↑  Tigay 1994, tr. 211.
46. 1 2 3  "History of the UJC of Hong Kong". United Jewish Congregation of Hong Kong. Bản gốc lưu trữ ngày 18 tháng 6 năm 2018.
47. ↑  Goldstein & Schwartz 2015, tr. 172-173.
48. 1 2  "Carmel 'playgroup' confounds critics". The Standard. ngày 21 tháng 4 năm 1999. Bản gốc lưu trữ ngày 22 tháng 5 năm 2011.
49. 1 2 3 4 5 6 7 8 9 10 11 12  Herschlag, Miriam (1998). "Hong Kong". American Jewish Year Book. Quyển 98. American Jewish Committee. tr. 375–385. ISBN 978-0-8749-5113-4. Truy cập ngày 9 tháng 3 năm 2022.
50. ↑  Goldstein & Schwartz 2015, tr. 176.
51. 1 2 3 4  Goldstein & Schwartz 2015, tr. 178.
52. ↑  Neusner, Jacob; Avery-Peck, Alan Jeffery; Green, William Scott (2003). The Encyclopedia of Judaism. Quyển 4. Brill. tr. 1648. ISBN 978-9-0041-0583-6.
53. 1 2  Gilman 2014, tr. 111.
54. 1 2  "Hong Kong". World Jewish Congress. Truy cập ngày 20 tháng 1 năm 2022.
55. 1 2  "Our Community". Jewish Historical Society of Hong Kong. ngày 14 tháng 3 năm 2016. Truy cập ngày 9 tháng 3 năm 2022.
56. 1 2  Dolsten, Josefin. "Why most Jews in Hong Kong are not involved with the protests". Thời báo Israel. Truy cập ngày 9 tháng 3 năm 2022. Hong Kong, a one-time British colony now controlled by China and given limited autonomy, is home to some 5,000 Jews and a number of Jewish institutions.
57. 1 2  Miller, Yvette Alt (ngày 18 tháng 6 năm 2019). "Hong Kong and the Jews: 6 Facts". aish.com. Truy cập ngày 9 tháng 3 năm 2022. Today, over 5,000 Jews call Hong Kong home.
58. ↑  Tigay 1994, tr. 209, 211.
59. ↑  Hutter, Manfred (2013). Between Mumbai and Manila: Judaism in Asia Since the Founding of the State of Israel. Vandenhoeck & Ruprecht. tr. 82. ISBN 978-3-8471-0158-1.
60. ↑  "About the Consulate General". Consulate General of Israel in Hong Kong and Macau. Truy cập ngày 20 tháng 1 năm 2022.
61. ↑  "Michael Kadoorie". Forbes. Truy cập ngày 20 tháng 1 năm 2022.
62. ↑  "Lord Sassoon". Quốc hội Vương quốc Liên hiệp Anh và Bắc Ireland. Truy cập ngày 20 tháng 1 năm 2022.
63. ↑  "China's King of 'the Fong' looks westward". MarketWatch. ngày 25 tháng 11 năm 2010. Truy cập ngày 20 tháng 1 năm 2022.
64. ↑  Bishop, Jordan (ngày 30 tháng 10 năm 2016). "A Conversation With Allan Zeman: The Father Of Lan Kwai Fong". Forbes. Truy cập ngày 20 tháng 1 năm 2022.
65. 1 2  "Jewish Community of Hong Kong". Kehilat Zion. Truy cập ngày 20 tháng 1 năm 2022.
66. 1 2  "Shorashim School". United Jewish Congregation of Hong Kong. Bản gốc lưu trữ ngày 18 tháng 6 năm 2018. Truy cập ngày 11 tháng 2 năm 2017.
67. ↑  "Beliefs & Values". Ohel Leah Synagogue. Bản gốc lưu trữ ngày 24 tháng 5 năm 2022. Truy cập ngày 20 tháng 1 năm 2022.
68. ↑  "Shuva Israel Hong Kong Community". Jewish Times Asia. Bản gốc lưu trữ ngày 25 tháng 2 năm 2017.
69. ↑  "About Chabad of Kowloon" (bằng tiếng Anh). Chabad of Hong Kong. Bản gốc lưu trữ ngày 24 tháng 6 năm 2018. Truy cập ngày 13 tháng 2 năm 2017.
70. 1 2 3 4 5 6  Goldstein & Schwartz 2015, tr. 179.
71. 1 2 3  "Facilities". Carmel School Association. Bản gốc lưu trữ ngày 12 tháng 2 năm 2017. Truy cập ngày 20 tháng 1 năm 2022.
72. 1 2  "Contact Us". Carmel School Association. Truy cập ngày 20 tháng 1 năm 2022.
73. ↑  "About". The Jewish Historical Society of Hong Kong. ngày 14 tháng 3 năm 2016. Truy cập ngày 20 tháng 1 năm 2022.
74. ↑  "About HKJFF". Bản gốc lưu trữ ngày 12 tháng 2 năm 2017. Truy cập ngày 20 tháng 1 năm 2022.
75. ↑  Gilman 2014, tr. 99, 111.
76. ↑  "Karel Weiss: Hong Kong Images". The Jewish Historical Society of Hong Kong. ngày 4 tháng 11 năm 2016. Truy cập ngày 20 tháng 1 năm 2022.
77. ↑  "Kosher Food". Ohel Leah Synagogue. Bản gốc lưu trữ ngày 31 tháng 12 năm 2019.
78. ↑  Aaron Reich (ngày 17 tháng 11 năm 2019). "The controversy of Nazi and Holocaust imagery in the Hong Kong protests". The Jerusalem Post. Truy cập ngày 1 tháng 2 năm 2022. "In fact, Jews in Hong Kong... have never suffered from antisemitism at all," Lyons said in an interview with the Jewish Chronicle.
79. ↑  Goldstein & Schwartz 2015, tr. 180.
80. ↑  Goldstein & Schwartz 2015, tr. 180–181.
81. ↑  Goldstein & Schwartz 2015, tr. 181.
82. ↑  Wald, Salomon (2004). China and the Jewish People: Old Civilizations in a New Era: Strategy Paper. Gefen Publishing House. tr. 73. ISBN 978-9-6522-9347-3.